# اوزان‌سو (بایبورد)
اوزان‌سو {{ترکی|Ozansu) (به کردی: Texsinî) یک منطقهٔ مسکونی در ترکیه است که در بایبورد واقع شده‌است. اوزان‌سو ۲۴۷ نفر جمعیت دارد.